# Emmanuel Olisadebe
Emmanuel Olisadebe (Warri, 22 de diciembre de 1978) es un exfutbolista nigeriano, nacionalizado polaco. Jugaba como delantero. Anteriormente jugó en la selección de fútbol de Polonia después de convertirse en ciudadano de ese país. Zbigniew Boniek, un excentrocampista de la selección, convenció al presidente de PZPN (Asociación Polaca de Fútbol) y al presidente del país de darle la nacionalidad a Emmanuel.

## Trayectoria

### Polonia Warsaw FC
Olisadebe comenzó jugando para el Polonia Warszawa durante la temporada 1997/98 de la liga. En su primera temporada jugó 13 partidos de la liga. Durante el tiempo que estuvo en el Polonia Warsaw FC les ayudó a asegurar su primer título de campeonato en 40 años en las temporadas 1999/00, anotando 12 goles en total. También ganó la copa de la liga y la super copa el mismo año con ese equipo.

### Panathinaikos FC
Olisadebe se fue al Panathinaikos por 3 millones de euros donde anotó 24 goles en 82 partidos. Mientras que en el Panathinakos pasó gran parte ayudando al equipo a ganar el título por primera vez en 10 años anotando todos los goles ganadores en los últimos cuatro partidos del campeonato. Ese mismo año además ganó la copa. Sin embargo, durante su tiempo en Panathinaikos sufrió una lesión la cual requirió cirugía en Grecia, aunque siguió llamando la atención del entrenador del Portsmouth Harry Redknapp, que estaba desesperado por refuerzos para evitar un descenso.
Olisadebe es muy querido por los fanes del Panathinaikos, de hecho, le han dedicado una canción. A Olisadebe le hubiera gustado desempeñar un papel principal en su equipo pero su ambición fue pasajera, por la llegada del entrenador Alberto Malesani, que prefirió otros delanteros en vez de Olisadebe. Debido al buen momento que Olisadebe pasó en Grecia se ha quedado a vivir allí.

### Portsmouth
El entrenador del Portsmouth Harry Redknapp exhortó a Olisadebe, junto con Benjani Mwaruwari, para proporcionar la fuerza necesaria para mantenerse al margen de los tres últimos. Portsmouth firmó un trato de "te pago lo que juegues"; desafortunadamente Olisadebe sólo jugó dos partidos, mientras que en Portsmouth F.C. - fue atormentado por las lesiones y no anotó goles durante su corta estancia en él. Su contrato fue terminado después de 4 meses, al punto que viajó a Xanthi, donde no le dieron la oportunidad de jugar. Desafortunadamente para Olisadebe, el presidente del Xanthi fútbol club, Mr Panopoulos, decidió que los servicios del jugador ya no eran necesarios. Olisadebe jugó solo unos cuantos partidos. Se dice que Mr Panopoulos tenía problemas de ego con el jugador.

### APOP Kinyras Peyias
Olisadebe, siendo infeliz, rompió su contrato y viajó a Chipre con el fin de revivir su carrera.
Fue entonces cuando se presentó al APOP Kinyras Peyia FC donde jugó en la temporada de 2007/08 17 partidos, anotando 6 goles.

### Henan Construction
En 2008 el Henan Construction, un equipo de la superliga China le ofreció contrato. En su segundo partido con Henan, la tercera ronda de la superliga China 2008 contra el Liaoning, anotó 2 goles y fue muy elogiado por los medios deportivos Chinos.
La primera temporada de Olisadebe en el Henan fue personalmente un éxito cuando se convirtió en el segundo máximo goleador de la Superliga China con 12 goles en 26 partidos.
El 27 de septiembre, Olisadebe anotó el primer gol para Henan en una victoria de 2–0 contra Shanghái Shenhua para recuperar su liderazgo en la liga en menos de diez minutos antes de lesionarse la rodilla. El diagnóstico inicial mostró que se había roto el ligamento cruzado de la rodilla izquierda, la lesión podría haber acabado con su carrera. El resultado posteriór confirmó que se había lesionado el tendón rotuliano perdiéndose solo el resto de la temporada.
Olisadebe ha tenido dos temporadas fantásticas en China. Fue nominado para los premios MVP dos años consecutivos sólo para ser segundo en ambas ocasiones. Debido a su actuación el gobierno le ha concedido la ciudadanía de la provincia de Henan.

## En la selección
En 2002, Olisadebe rompió el récord del mayor número de goles marcados por un jugador polaco en un único torneo de clasificación para la Copa Mundial. Los dos años antes de su debut en la copa mundial, Olisadebe estaba en una increíble racha, colocando a Polonia entre los clasificados de la copa mundial. En el partido de Polonia contra Ucrania en Kiev durante el intento de Polonia de clasificar por primera vez desde 1986 para la copa del mundo Olisadebe marcó dos goles, llevando a Polonia a una inesperada victoria con un 3-1 en el marcador. 
Olisadebe anotó dos goles en Oslo contra el Norwegians para garantizar a Polonia como el líder del grupo 5. 
Olisadebe era un aspirante al Jugador Mundial de la FIFA 2001 recibiendo un punto en la votación.

### Goles para Polonia
- 16 de agosto de 2000, Bucarest, Rumania. Rumania - Polonia 1:1 (1:0) - 1 gol en un amistoso (debut de Olisadebe)
- 2 de septiembre de 2000, Kiev, Ucrania. Ucrania - Polonia 1:3 (1:2) - Clasificación para el Mundial, 2 goles
- 28 de febrero de 2001, Larnaka, Chipre. Suiza - Polonia 0:4 (0:2) - 1 gol en un amistoso
- 24 de marzo de 2001, Oslo, Noruega. Noruega - Polonia 2:3 (0:2) - Clasificación para el Mundial, 2 goals
- 28 de marzo de 2001, Varsovia, Polonia. Polonia - Armenia 4:0 (2:0) - Clasificación para el Mundial, 1 goal
- 2 de junio de 2001, Cardiff, Gales. Gales - Polonia 1:2 (1:1) - Clasificación para el Mundial, 1 goal
- 1 de septiembre de 2001, Chorzów, Polonia. Polonia - Noruega 3:0 (1:0) - Clasificación para el Mundial, 1 goal
- 6 de octubre de 2001, Chorzów, Polonia. Polonia - Ucrania 1:1 (1:0) - Clasificación para el Mundial, 1 goal
- 14 de junio de 2002, Daejeon, Corea del Sur. Polonia - EE. UU. 3:1 (2:0) - Copa del Mundo 1ª ronda de juego 3, 1 gol